# جان سیلس
جان سیلس (انگلیسی: John Thomas Sayles؛ زادهٔ ۲۸ سپتامبر ۱۹۵۰) هنرپیشه، کارگردان و فیلم‌نامه‌نویس اهل ایالات متحده آمریکا است. وی از سال ۱۹۷۸ میلادی تاکنون مشغول فعالیت بوده‌است.
از فیلم‌ها یا برنامه‌های تلویزیونی که وی در آن نقش داشته است می‌توان به چیزی وحشی، بن‌بست، در مه الکتریکی، شهر امید، خانه نوزادان و هشت مرد بیرونی اشاره کرد.